# Столкновение в аэропорту Детройта
Столкновение в аэропорту Детройта — авиационная катастрофа, произошедшая в понедельник 3 декабря 1990 года. На взлётной полосе аэропорта Детройта столкнулись два авиалайнера авиакомпании Northwest Airlines — McDonnell Douglas DC-9-14 (рейс NW1482 Детройт—Питтсбург) и Boeing 727-251 Advanced (рейс NW299 Детройт—Мемфис). Из находившихся на борту DC-9 44 человек (40 пассажиров и 4 члена экипажа) погибли 8, ещё 10 получили ранения. Из находившихся на борту Boeing 727 154 человек (146 пассажиров и 8 членов экипажа) никто не погиб и не пострадал.

## Сведения о самолётах

### McDonnell Douglas DC-9
McDonnell Douglas DC-9-14 (регистрационный номер N3313L, заводской 45708, серийный 077) был выпущен в 1966 году (первый полёт совершил 22 ноября). 30 декабря того же года поступил в авиакомпанию Delta Air Lines, от неё 30 августа 1973 года перешёл в Southern Airways. 1 июля 1979 года был куплен авиакомпанией Republic Airlines, которая 1 октября 1986 года была приобретена авиакомпанией Northwest Airlines. Оснащён двумя турбореактивными двигателями Pratt & Whitney JT8D-7B. На день катастрофы совершил 88 255 циклов «взлёт-посадка» и налетал 62 253 часа.
Состав экипажа рейса NW1482 был таким:
- Командир воздушного судна (КВС) — 52-летний Уильям В. Лавлейс (англ. William V. Lovelace). Очень опытный пилот, проработал в авиакомпании Northwest Airlines 6 лет и 10 месяцев (с февраля 1984 года). Управлял самолётом Fokker F27. В должности командира McDonnell Douglas DC-9 — с 27 декабря 1978 года. Налетал свыше 23 000 часов, свыше 4000 из них на DC-9.
- Второй пилот — 43-летний Джеймс Дж. Шиффернс (англ. James J. Schifferns). Опытный пилот, проходил службу в ВВС США. Устроился в авиакомпанию Northwest Airlines 25 мая 1990 года (проработал в ней 6 месяцев) на должность второго пилота McDonnell Douglas DC-9. Налетал 4685 часов, 185 из них на DC-9.

В салоне самолёта работали четверо бортпроводников.

### Boeing 727
Boeing 727-251 Advanced (регистрационный номер N278US, заводской 21157, серийный 1173) был выпущен в 1975 году (первый полёт совершил 7 ноября). 18 ноября того же года был передан авиакомпании Northwest Airlines. Оснащён тремя турбореактивными двигателями Pratt & Whitney JT8D-15A. На день катастрофы совершил 27 933 цикла «взлёт-посадка» и налетал 37 310 часов.
Состав экипажа рейса NW299 был таким:
- Командир воздушного судна (КВС) — 42-летний Роберт Дж. Оулетте (англ. Robert J. Ouellette). Очень опытный пилот, проработал в авиакомпании Northwest Airlines 7 лет и 7 месяцев (с 9 мая 1983 года). Имел квалификацию бортинженера. Налетал свыше 10 400 часов, свыше 5400 из них на Boeing 727.
- Второй пилот — 37-летний Уильям Х. Хэйдждорн (англ. William H. Hagedorn). Опытный пилот, проработал в авиакомпании Northwest Airlines 4 года и 3 месяца (с сентября 1985 года). Налетал свыше 5400 часов, свыше 2350 из них на Boeing 727.
- Бортинженер — 31-летний Даррен Оуэн (англ. Darren Owen). Проработал в авиакомпании Northwest Airlines 1 год и 5 месяцев (с июля 1989 года). Налетал свыше 3300 часов, свыше 900 из них на Boeing 727.

В салоне самолёта работали 5 бортпроводников.

## Расследование
Расследование причин столкновения в аэропорту Детройта проводил Национальный совет по безопасности на транспорте (NTSB).
Окончательный отчёт расследования был опубликован в июле 1991 года.

## Дальнейшие судьбы самолётов
- McDonnell Douglas DC-9-14 борт N3313L был разделан на металлолом в апреле 1995 года.
- Boeing 727-251-Advanced борт N278US после ремонта продолжил эксплуатироваться авиакомпанией Northwest Airlines. 9 ноября 1995 года был куплен авиакомпанией Kitty Hawk International и переделан из пассажирского в грузовой (Boeing 727-251F). В декабре 2011 года был разделан на металлолом.

## Культурные аспекты
Столкновение в аэропорту Детройта показано в 20 сезоне канадского документального телесериала Расследования авиакатастроф в серии Столкновение на взлётно-посадочной полосе.